# Florencia de Mora (distrito)
Florencia de Mora é um distrito do Peru, departamento de La Libertad, localizada na província de Trujillo.

## Transporte
O distrito de Florencia de Mora não é servido pelo sistema de estradas terrestres do Peru.